# Irma (chanteuse)
Pour les articles homonymes, voir Irma et Pany (homonymie).
Irma Pany, dite Irma, est une auteure-compositrice interprète camerounaise, née le 15 juillet 1988 à Douala (Cameroun).

## Biographie

### Enfance, éducation et débuts
Irma nait au Cameroun d'un père biologiste et d'une mère pharmacienne, Irma Pany est la cadette de quatre frères et sœurs. Originaire de Bangangté, elle grandit à Douala, où elle effectue sa scolarité au lycée français Dominique Savio. Après avoir commencé le piano classique à l'âge de sept ans, elle s'initie seule à la guitare et commence à composer ses premières chansons. En 2003, à l'âge de 15 ans, Irma arrive en France pour poursuivre ses études secondaires,. Elle termine sa scolarité au lycée Stanislas de Paris et obtient son baccalauréat scientifique avec mention « très bien ». Irma chante et joue du piano dans un groupe rock, fondé avec d'autres élèves de cet établissement, qui interprète des classiques ainsi que ses premières compositions. L'entrée dans la vie universitaire les contraint à se séparer. En 2007, alors qu'elle est étudiante en classe préparatoire aux concours des écoles de commerce, Irma poste ses premières vidéos sur YouTube. Elle y interprète des reprises acoustiques d'artistes tels que Michael Jackson ou Norah Jones et se fait rapidement remarquer,. Elle poursuit néanmoins ses études et intègre en 2008 ESCP Europe, d'où elle sort diplômée fin 2012.
Révélée en 2008 par les internautes à travers le label My Major Company, elle compose et réalise entièrement son premier album, Letter to the Lord, sorti en février 2011. Multi-instrumentiste, elle s'inscrit dans un style folk et pop .

### Carrière musicale
Irma est découverte par les fondateurs du label communautaire My Major Company en août 2008 et s'inscrit sur le site un mois plus tard. En moins de trois jours, la chanteuse récolte les 70 000 euros alors requis pour la production de son album, grâce à ses 416 « internautes-producteurs »,. Parallèlement, la jeune femme continue d'alimenter sa chaîne YouTube avec des reprises et ses propres compositions. Elle est également remarquée par le producteur de spectacles Auguri Productions, ce qui lui permet dès mai 2010 d'assurer la première partie d'artistes tels que M, Micky Green, Rodrigo y Gabriela, Diam's ou encore Hindi Zahra. Durant l'automne, Irma est en résidence dans le club parisien La Java.
Son premier album Letter to the Lord, porté par les singles I Know et Watching Crap on TV, sort en février 2011. En mars, Irma entame une tournée à travers la France, la Belgique et la Suisse. Durant l'été, elle se produit sur les scènes de nombreux festivals européens tels que le festival de jazz de Montreux, le Paléo Festival Nyon, les Francofolies de la Rochelle et le festival Couleur Café. En octobre, la chanteuse signe un contrat avec le label Universal Republic.
Irma apparaît dans un spot publicitaire pour le navigateur Chrome de la firme Google, qui retrace son parcours en une minute. Le spot, illustré par le titre I Know, est diffusé pour la première fois en janvier 2012 durant la retransmission des NRJ Music Awards et permet à la chanteuse d'accroître sa notoriété,. Les ventes de son album Letter to the Lord sont multipliées par trois en quelques semaines. En mai, il se classe numéro 1 des ventes sur l'iTunes Store et est certifié « disque de platine »,,. Elle reçoit le prix « talent découverte » lors de la soirée des Talents France Bleu. En décembre, la chanteuse est nommée aux Victoires de la musique dans la catégorie « révélation scène de l'année ».
En 2013, Irma figure dans un nouveau spot publicitaire de la société Google, utilisant la chanson Letter to the Lord. La campagne télévisée permet à son single I Know et à son album de réintégrer le classement des meilleures ventes de l'iTunes Store. La chanteuse s'établit à New York et entre en studio afin d'enregistrer Faces, son deuxième album. Un nouveau single, intitulé Hear Me Out, est commercialisé en février 2014,. L'album, qui voit le jour au mois de juin, comprend un titre enregistré avec Matthieu Chedid.
En 2020, elle publie un troisième album studio, The Dawn précédé notamment du clip Black Sun, tourné avec Denis Lavant et Marion Séclin.
Son quatrième album Douala Paris sort en 2022.
Ella apparait également dans le film La Maison en 2022.

## Discographie

### Album
| Année | Album                   | Classement    | Classement | Classement | Certification France |
| Année | Album                   | Belgique (Fr) | France     | Suisse     | Certification France |
| ----- | ----------------------- | ------------- | ---------- | ---------- | -------------------- |
| 2011  | Letter to the Lord (en) | 18            | 6          | 46         | Platine              |
| 2014  | Faces (en)              | 68            | 17         | 27         |                      |
| 2020  | The Dawn                | -             | -          | -          |                      |
| 2022  | Douala Paris            | -             | -          | -          |                      |

### Singles
| Année | Single              | Classement    | Classement | Classement | Certification | Album              |
| Année | Single              | Belgique (Fr) | France     | Suisse     | Certification | Album              |
| ----- | ------------------- | ------------- | ---------- | ---------- | ------------- | ------------------ |
| 2010  | I Know              | 7             | 2          | 42         | -             | Letter to the Lord |
| 2010  | Watching Crap on TV | -             | -          | -          | -             | Letter to the Lord |
| 2012  | Letter to the Lord  | 55            | 128        | -          | -             | Letter to the Lord |
| 2014  | Hear me out         | 77            | 54         |            | -             | Faces              |
| 2014  | Save me             | 83            | 98         | -          | -             | Faces              |
| 2019  | Black Sun           | -             | -          | -          | -             | The Dawn           |
| 2019  | Shivers             | -             | -          | -          | -             | The Dawn           |
| 2019  | Venom of Angels     | -             | -          | -          | -             | The Dawn           |

### Collaborations
| Année | Single                  | Classement    | Classement | Classement | Certification | Autre(s) Artiste(s) | Album                      |
| Année | Single                  | Belgique (Fr) | France     | Suisse     | Certification | Autre(s) Artiste(s) | Album                      |
| ----- | ----------------------- | ------------- | ---------- | ---------- | ------------- | ------------------- | -------------------------- |
| 2015  | Streets of Philadelphia | 35 (ultratip) |            |            |               | Tal                 | Les stars font leur cinéma |

## Récompenses
| Année | Travail nommé | Catégorie                                           | Résultat   |
| ----- | ------------- | --------------------------------------------------- | ---------- |
| 2012  | Irma          | Talents France Bleu - Talent découverte             | Lauréat    |
| 2012  | Irma          | MTV Europe Music Awards - Meilleur artiste français | Nomination |
| 2012  | Irma          | Victoires de la musique - Révélation scène          | Nomination |